# Tovomita melinonii
Tovomita melinonii är en tvåhjärtbladig växtart som beskrevs av Vesque. Tovomita melinonii ingår i släktet Tovomita och familjen Clusiaceae. Inga underarter finns listade i Catalogue of Life.